# Copa Colsanitas 1998
Copa Colsanitas 1998 — жіночий тенісний турнір, що проходив на відкритих кортах з ґрунтовим покриттям Club Campestre El Rancho в Боготі (Колумбія). Належав до турнірів 4-ї категорії в рамках Туру WTA 1998. Тривав з 16 до 22 лютого 1998 року.

## Фінальна частина

### Одиночний розряд
Паола Суарес —  Соня Джеясілан 6–3, 6–4
- Для Суарес це був 2-й титул за сезон і 3-й — за кар'єру.

### Парний розряд
Жанетта Гусарова /  Паола Суарес —  Мелісса Маззотта /  Катерина Сисоєва 3–6, 6–2, 6–3
- Для Гусарової єдиний титул за сезон і 4-й — за кар'єру. Для Суарес це був 3-й титул за сезон і 4-й — за кар'єру.